# Walter Brack
Walter Brack (Berlijn, 20 december 1880 - Berlijn, 19 juli 1919) was een Duits zwemmer.

## Biografie
Tijdens de Olympische Zomerspelen van 1904 won hij in het Amerikaanse Saint Louis de gouden medaille op de 100 yards rugslag. De afstand van 91,44 werd op een meer in rechte lijn gezwommen. Op de 440 yards schoolslag won hij de zilveren medaille.
In 1997 werd hij opgenomen in de International Swimming Hall of Fame. 